# Lista de municípios de Alagoas por população
- População de Alagoas em 2010:
- Cinza: + de 1.000.000 hab
- Marrom: + de 500.000 hab;
- Vermelho: + de 100.000 hab;
- Laranja: + de 50.000 hab;
- Amarelo: + de 25.000 hab;
- Verde-escuro: + de 10.000 hab;
- Verde-médio: + de 5.000 hab;
- Verde-claro: - de 5.000 hab.

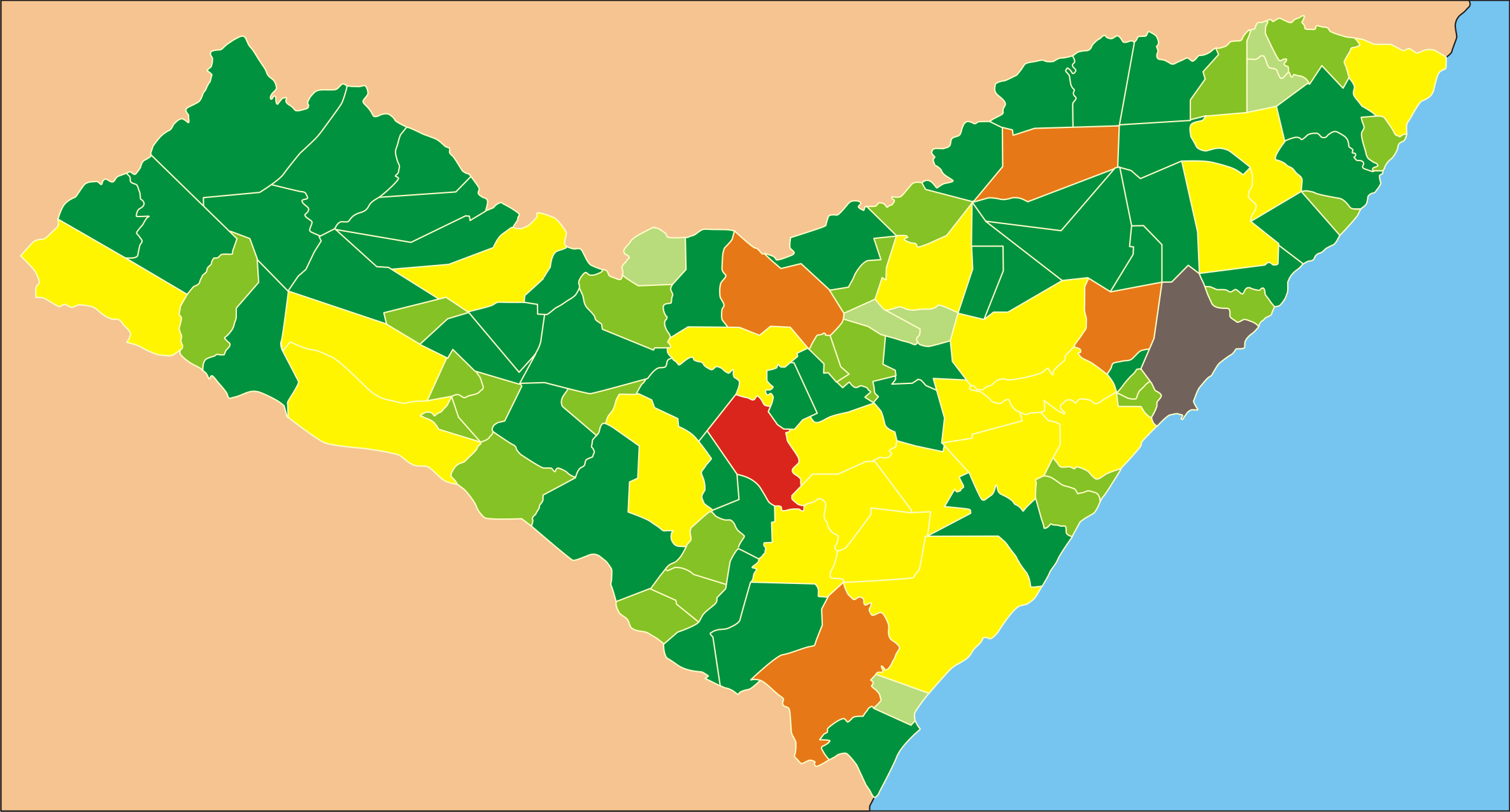

Esta lista de municípios de Alagoas por população, com data de referência em 1º de agosto de 2022, está baseada no Censo 2022 publicado pelo IBGE.
O Estado de Alagoas é uma das 27 unidades federativas do Brasil e é dividida em 102 municípios. O território alagoano equivale a 0,33% do brasileiro e com mais de 3,12 milhões habitantes (1,54% da população brasileira), o estado possui a vigésima quinta maior área territorial e o décimo nono contingente populacional dentre os estados do Brasil.

A cidade mais populosa de Alagoas é Maceió, a capital estadual, com mais de 955 mil habitantes. Em seguida, vem Arapiraca com aproximadamente 235 mil.

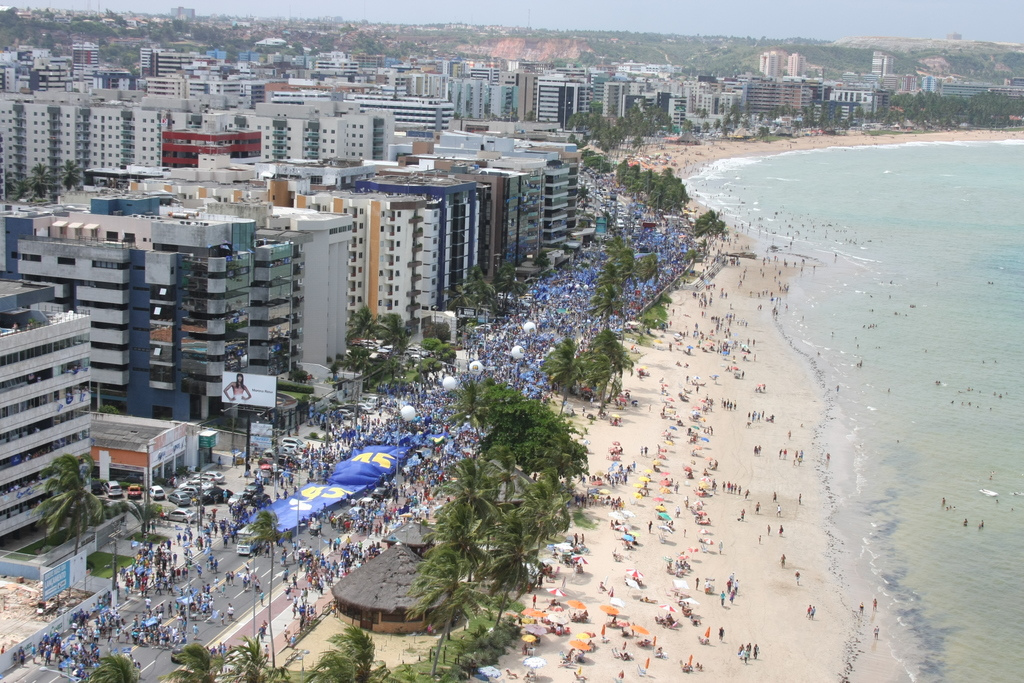
Maceió é a capital e cidade mais populosa do estado

## Municípios

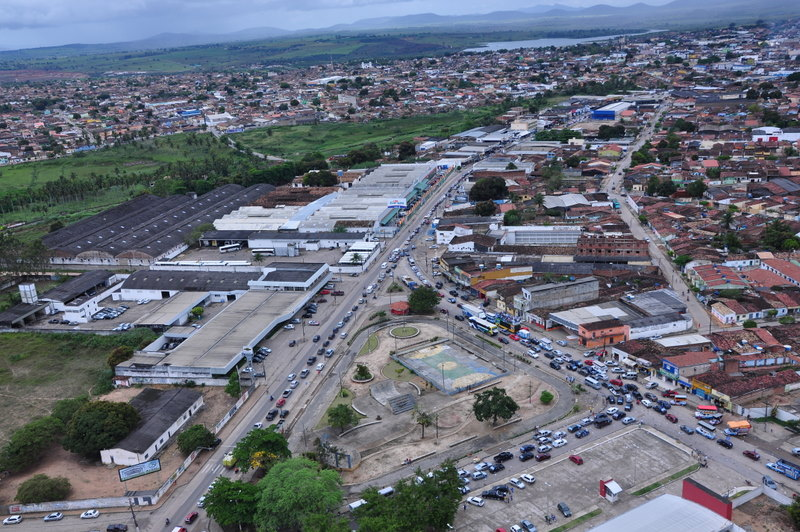
Arapiraca é o segundo município mais populoso do estado.

| Pos.                        | Município                  | População                  |
| Mais de 500.000 habitantes  | Mais de 500.000 habitantes | Mais de 500.000 habitantes |
| --------------------------- | -------------------------- | -------------------------- |
| 1                           | Maceió                     | 957 916                    |
| Mais de 200.000 habitantes  |                            |                            |
| 2                           | Arapiraca                  | 234 696                    |
| Menos de 100.000 habitantes |                            |                            |
| 3                           | Rio Largo                  | 93 927                     |
| 4                           | Palmeira dos Índios        | 71 574                     |
| 5                           | Marechal Deodoro           | 60 370                     |
| 6                           | União dos Palmares         | 59 280                     |
| 7                           | Penedo                     | 58 647                     |
| 8                           | São Miguel dos Campos      | 51 990                     |
| 9                           | Delmiro Gouveia            | 51 319                     |
| 10                          | Coruripe                   | 50 414                     |
| Menos de 50.000 habitantes  |                            |                            |
| 11                          | Santana do Ipanema         | 46 220                     |
| 12                          | Teotônio Vilela            | 38 053                     |
| 13                          | Atalaia                    | 37 512                     |
| 14                          | Girau do Ponciano          | 36 102                     |
| 15                          | Pilar                      | 35 370                     |
| 16                          | Maragogi                   | 32 174                     |
| 17                          | Campo Alegre               | 32 106                     |
| 18                          | São Sebastião              | 31 786                     |
| 19                          | São Luís do Quitunde       | 30 873                     |
| 20                          | São José da Tapera         | 30 604                     |
| 21                          | Craíbas                    | 25 397                     |
| 22                          | Murici                     | 25 187                     |
| 23                          | Limoeiro de Anadia         | 24 740                     |
| 24                          | Satuba                     | 24 278                     |
| 25                          | Viçosa                     | 24 092                     |
| 26                          | Porto Calvo                | 24 071                     |
| 27                          | Igaci                      | 23 995                     |
| 28                          | Junqueiro                  | 23 907                     |
| 29                          | Matriz de Camaragibe       | 23 857                     |
| 30                          | Pão de Açúcar              | 23 823                     |
| 31                          | Traipu                     | 23 565                     |
| 32                          | Feira Grande               | 22 712                     |
| 33                          | Piranhas                   | 22 609                     |
| 34                          | Mata Grande                | 21 844                     |
| 35                          | Igreja Nova                | 21 372                     |
| 36                          | Boca da Mata               | 21 187                     |
| 37                          | São José da Laje           | 20 813                     |
| 38                          | Olho d'Água das Flores     | 20 695                     |
| 39                          | Porto Real do Colégio      | 20 079                     |
| Menos de 20.000 habitantes  |                            |                            |
| 40                          | Taquarana                  | 19 032                     |
| 41                          | Água Branca                | 19 008                     |
| 42                          | Lagoa da Canoa             | 18 457                     |
| 43                          | Major Isidoro              | 17 700                     |
| 44                          | Joaquim Gomes              | 17 152                     |
| 45                          | Batalha                    | 16 448                     |
| 46                          | Barra de Santo Antônio     | 16 365                     |
| 47                          | Cajueiro                   | 16 024                     |
| 48                          | Piaçabuçu                  | 15 897                     |
| 49                          | Colônia Leopoldina         | 15 816                     |
| 50                          | Canapi                     | 15 559                     |
| 51                          | Estrela de Alagoas         | 15 429                     |
| 52                          | Messias                    | 15 405                     |
| 53                          | Inhapi                     | 15 167                     |
| 54                          | Capela                     | 15 032                     |
| 55                          | Paripueira                 | 13 835                     |
| 56                          | Anadia                     | 13 811                     |
| 57                          | Passo de Camaragibe        | 13 804                     |
| 58                          | Ibateguara                 | 13 731                     |
| 59                          | Maribondo                  | 13 679                     |
| 60                          | Poço das Trincheiras       | 12 518                     |
| 61                          | Senador Rui Palmeira       | 12 302                     |
| 62                          | Ouro Branco                | 11 446                     |
| 63                          | Santana do Mundaú          | 11 323                     |
| 64                          | Quebrangulo                | 11 080                     |
| 65                          | Dois Riachos               | 11.067                     |
| 66                          | Olivença                   | 10 812                     |
| 67                          | Coité do Nóia              | 10 810                     |
| 68                          | Pariconha                  | 10 573                     |
| 69                          | Cacimbinhas                | 10 476                     |
| 70                          | Novo Lino                  | 10 024                     |
| Menos de 10.000 habitantes  |                            |                            |
| 71                          | Flexeiras                  | 9 618                      |
| 72                          | Branquinha                 | 9 603                      |
| 73                          | Maravilha                  | 9 534                      |
| 74                          | Jequiá da Praia            | 9 470                      |
| 75                          | Porto de Pedras            | 9 295                      |
| 76                          | Japaratinga                | 9 219                      |
| 77                          | Carneiros                  | 8 999                      |
| 78                          | São Miguel dos Milagres    | 8 482                      |
| 79                          | Olho d'Água do Casado      | 8 349                      |
| 80                          | Campo Grande               | 8 142                      |
| 81                          | Barra de São Miguel        | 7 944                      |
| 82                          | Monteirópolis              | 7 184                      |
| 83                          | Santa Luzia do Norte       | 6 919                      |
| 84                          | Campestre                  | 6 665                      |
| 85                          | Paulo Jacinto              | 6 576                      |
| 86                          | São Brás                   | 6 555                      |
| 87                          | Roteiro                    | 6 474                      |
| 88                          | Belo Monte                 | 5 936                      |
| 89                          | Chã Preta                  | 5 910                      |
| 90                          | Tanque d'Arca              | 5 796                      |
| 91                          | Coqueiro Seco              | 5 581                      |
| 92                          | Jacuípe                    | 5 352                      |
| 93                          | Jacaré dos Homens          | 5 083                      |
| Menos de 5.000 habitantes   |                            |                            |
| 94                          | Jaramataia                 | 4 985                      |
| 95                          | Minador do Negrão          | 4 845                      |
| 96                          | Belém                      | 4 722                      |
| 97                          | Olho d'Água Grande         | 4 330                      |
| 98                          | Palestina                  | 4 325                      |
| 99                          | Jundiá                     | 4 093                      |
| 100                         | Feliz Deserto              | 3 963                      |
| 101                         | Mar Vermelho               | 3 155                      |
| 102                         | Pindoba                    | 2 731                      |
| Total                       | Alagoas                    | 3 127 511                  |